# Belgiens Grand Prix 2010
Belgiens Grand Prix 2010, officiellt 2010 Formula 1 Belgian Grand Prix, var en Formel 1-tävling som hölls den 29 augusti 2010 på Circuit de Spa-Francorchamps i Spa, Belgien. Det var den trettonde tävlingen av Formel 1-säsongen 2010 och kördes över 44 varv. Vinnare av loppet blev Lewis Hamilton för McLaren-Mercedes, tvåa blev Mark Webber för Red Bull-Renault och trea blev Robert Kubica för Renault.

## Kvalet
| KR. | Nr | Förare             | Konstruktör              | Q1         | Q2       | Q3       | Grid |
| --- | -- | ------------------ | ------------------------ | ---------- | -------- | -------- | ---- |
| 1   | 6  | Mark Webber        | Red Bull-Renault         | 1.57,352   | 1.47,253 | 1.45,778 | 1    |
| 2   | 2  | Lewis Hamilton     | McLaren-Mercedes         | 1.56,706   | 1.46,211 | 1.45,863 | 2    |
| 3   | 11 | Robert Kubica      | Renault                  | 1.56,041   | 1.47,320 | 1.46,100 | 3    |
| 4   | 5  | Sebastian Vettel   | Red Bull-Renault         | 1.58,487   | 1.47,245 | 1.46,127 | 4    |
| 5   | 1  | Jenson Button      | McLaren-Mercedes         | 1.57,981   | 1.46,790 | 1.46,206 | 5    |
| 6   | 7  | Felipe Massa       | Ferrari                  | 1.58,323   | 1.47,322 | 1.46,314 | 6    |
| 7   | 9  | Rubens Barrichello | Williams-Cosworth        | 1.55,757   | 1.47,797 | 1.46,602 | 7    |
| 8   | 14 | Adrian Sutil       | Force India-Mercedes     | 1.58,730   | 1.47,292 | 1.46,659 | 8    |
| 9   | 10 | Nico Hülkenberg    | Williams-Cosworth        | 1.55,442   | 1.47,821 | 1.47,053 | 9    |
| 10  | 8  | Fernando Alonso    | Ferrari                  | 1.57,023   | 1.47,544 | 1.47,441 | 10   |
| 11  | 3  | Michael Schumacher | Mercedes                 | 1.56,313   | 1.47,874 |          | 211  |
| 12  | 4  | Nico Rosberg       | Mercedes                 | 1.54,826   | 1.47,885 |          | 142  |
| 13  | 17 | Jaime Alguersuari  | Toro Rosso-Ferrari       | 1.58,944   | 1.48,267 |          | 11   |
| 14  | 15 | Vitantonio Liuzzi  | Force India-Mercedes     | 2.01,102   | 1.48,680 |          | 12   |
| 15  | 16 | Sébastien Buemi    | Toro Rosso-Ferrari       | 2.00,386   | 1.49,209 |          | 163  |
| 16  | 19 | Heikki Kovalainen  | Lotus-Cosworth           | 2.01,343   | 1.50,980 |          | 13   |
| 17  | 24 | Timo Glock         | Virgin-Cosworth          | 2.01,316   | 1.52,049 |          | 204  |
| 18  | 18 | Jarno Trulli       | Lotus-Cosworth           | 2.01,491   |          |          | 15   |
| 19  | 23 | Kamui Kobayashi    | Sauber-Ferrari           | 2.02,284   |          |          | 17   |
| 20  | 21 | Bruno Senna        | Hispania Racing-Cosworth | 2.03,612   |          |          | 18   |
| 21  | 20 | Sakon Yamamoto     | Hispania Racing-Cosworth | 2.03,941   |          |          | 19   |
| 22  | 22 | Pedro de la Rosa   | Sauber-Ferrari           | 2.05,294   |          |          | 245  |
| 23  | 25 | Lucas di Grassi    | Virgin-Cosworth          | 2.18,754   |          |          | 22   |
| 24  | 12 | Vitalij Petrov     | Renault                  | Ingen tid6 |          |          | 23   |

| Vidare från första kvalrundan ▬▬ Vidare från andra kvalrundan ▬▬ |

- ^1  — Michael Schumacher fick en 10-gridplaceringsstraff för aggressiv och farlig körning under den föregående tävlingen.
- ^2  — Nico Rosberg fick en 5-gridplaceringsstraff för ett byte av växellåda före kvalet.
- ^3  — Sébastien Buemi fick en 3-gridplaceringsstraff för att ha blockerat Nico Rosberg under kvalet.
- ^4  — Timo Glock fick en 5-gridplaceringsstraff för att ha blockerat Sakon Yamamoto under kvalet.
- ^5  — Pedro de la Rosa fick en 10-gridplaceringsstraff för ett otillåtet motorbyte, vilket gjorde att han gick över gränsen för antalet tillåtna motorbyten.
- ^6  — Vitalij Petrov lyckades inte få någon tid då han spann ur banan och krockade med en barriär.

## Loppet

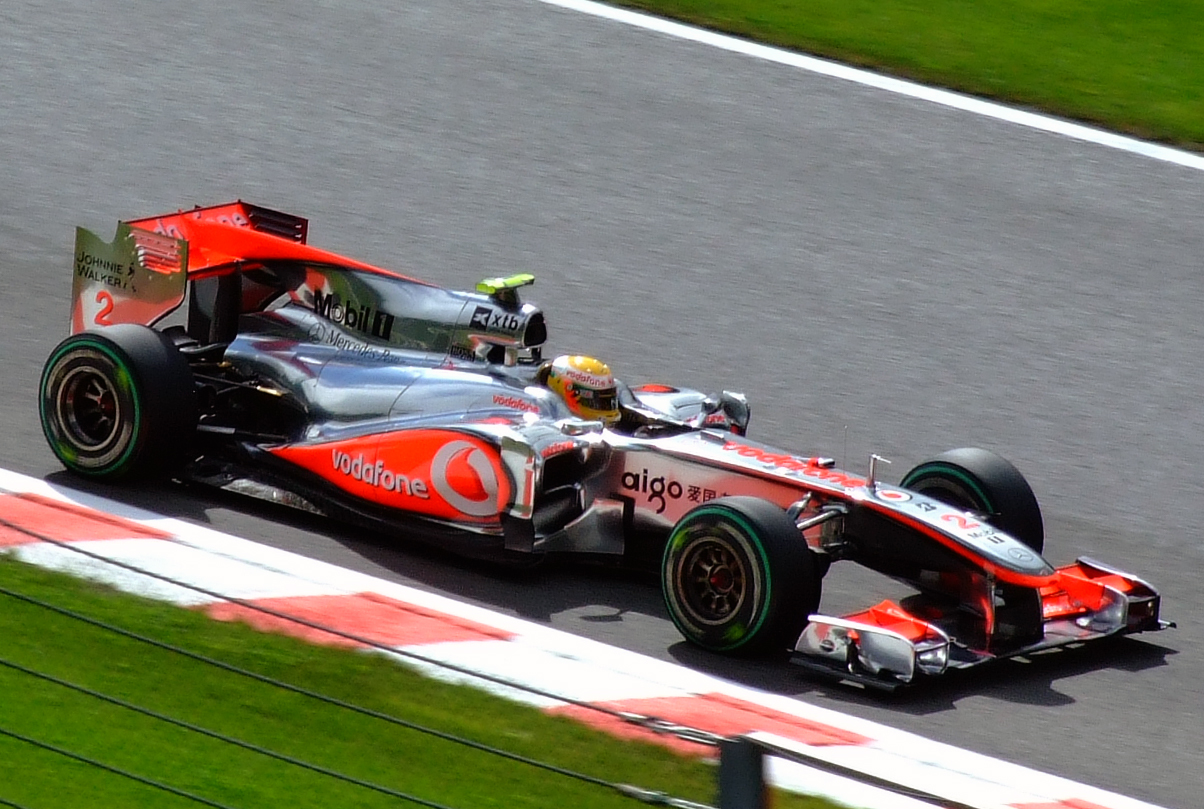
Lewis Hamilton vann loppet.

| Pos. | Nr | Förare             | Konstruktör          | Varv | Tid         | Grid | P  |
| ---- | -- | ------------------ | -------------------- | ---- | ----------- | ---- | -- |
| 1    | 2  | Lewis Hamilton     | McLaren-Mercedes     | 44   | 1:29.04.268 | 2    | 25 |
| 2    | 6  | Mark Webber        | Red Bull-Renault     | 44   | +1,571      | 1    | 18 |
| 3    | 11 | Robert Kubica      | Renault              | 44   | +3,493      | 3    | 15 |
| 4    | 7  | Felipe Massa       | Ferrari              | 44   | +8,264      | 6    | 12 |
| 5    | 14 | Adrian Sutil       | Force India-Mercedes | 44   | +9,094      | 8    | 10 |
| 6    | 4  | Nico Rosberg       | Mercedes             | 44   | +12,359     | 14   | 8  |
| 7    | 3  | Michael Schumacher | Mercedes             | 44   | +15,548     | 21   | 6  |
| 8    | 23 | Kamui Kobayashi    | Sauber-Ferrari       | 44   | +16,678     | 17   | 4  |
| 9    | 12 | Vitalij Petrov     | Renault              | 44   | +23,851     | 23   | 2  |
| 10   | 15 | Vitantonio Liuzzi  | Force India-Mercedes | 44   | +34,831     | 12   | 1  |
| 11   | 22 | Pedro de la Rosa   | Sauber-Ferrari       | 44   | +36,019     | 24   |    |
| 12   | 16 | Sébastien Buemi    | Toro Rosso-Ferrari   | 44   | +39,815     | 16   |    |
| 13   | 17 | Jaime Alguersuari  | Toro Rosso-Ferrari   | 44   | +49,4571    | 11   |    |
| 14   | 10 | Nico Hülkenberg    | Williams-Cosworth    | 43   | +1 varv     | 9    |    |
| 15   | 5  | Sebastian Vettel   | Red Bull-Renault     | 43   | +1 varv     | 4    |    |
| 16   | 19 | Heikki Kovalainen  | Lotus-Cosworth       | 43   | +1 varv     | 13   |    |
| 17   | 25 | Lucas di Grassi    | Virgin-Cosworth      | 43   | +1 varv     | 22   |    |
| 18   | 24 | Timo Glock         | Virgin-Cosworth      | 43   | +1 varv     | 20   |    |
| 19   | 18 | Jarno Trulli       | Lotus-Cosworth       | 43   | +1 varv     | 15   |    |
| 20   | 20 | Sakon Yamamoto     | HRT-Cosworth         | 42   | +2 varv     | 19   |    |
| Ret  | 8  | Fernando Alonso    | Ferrari              | 37   | Krock       | 10   |    |
| Ret  | 1  | Jenson Button      | McLaren-Mercedes     | 15   | Kollision   | 5    |    |
| Ret  | 21 | Bruno Senna        | HRT-Cosworth         | 5    | Fjädring    | 18   |    |
| Ret  | 9  | Rubens Barrichello | Williams-Cosworth    | 0    | Kollision   | 7    |    |

| Förare och stall som tog poäng ▬▬ |

- ^1  — Jaime Alguersuari fick 20 sekunders tidstillägg för att ha genat genom Bus Stop-chikanen.

## Ställning efter loppet
| Pos. | Förare           | Poäng |
| ---- | ---------------- | ----- |
| 1    | Lewis Hamilton   | 182   |
| 2    | Mark Webber      | 179   |
| 3    | Sebastian Vettel | 151   |
| 4    | Jenson Button    | 147   |
| 5    | Fernando Alonso  | 141   |

| Pos. | Konstruktör      | Poäng |
| ---- | ---------------- | ----- |
| 1    | Red Bull-Renault | 330   |
| 2    | McLaren-Mercedes | 329   |
| 3    | Ferrari          | 250   |
| 4    | Mercedes         | 146   |
| 5    | Renault          | 123   |

- Notering: Endast de fem bästa placeringarna i vardera mästerskap finns med på listorna.